# De Witt (Michigan)
De Witt – miasto w Stanach Zjednoczonych, w stanie Michigan, w hrabstwie Clinton.